# Diospyros multiflora
Diospyros multiflora är en tvåhjärtbladig växtart som beskrevs av Francisco Manuel Blanco. Diospyros multiflora ingår i släktet Diospyros och familjen Ebenaceae. Inga underarter finns listade i Catalogue of Life.